# Hard house
Sous-genres
Donk, Pumping house, hardbass, hard NRG
La hard house est un genre de hard dance ayant émergé durant les années 1990. Elle se caractérise par un tempo rapide (aux alentours de 150 BPM), des basses entremêlées, des cors et des échantillons sonores de foule hystérique. Les fans du genre sont renommés pour leurs costumes extravagants et imaginatifs.

## Histoire
La hard house est similaire mais différente du hardstyle. La confusion survient habituellement lors d'événements lorsque le hardstyle et la hard house sont mélangés lors d'un mix. Cela est sans doute dû au fait que le hardstyle est assez bien connu en Europe de l'Ouest, endroit dans lequel la hard house possède une audience assez limitée contrairement au Royaume-Uni, et que par conséquent plus de nouveautés sont commercialisées sur la scène hardstyle[réf. nécessaire].

### Débuts
La musique house est le premier style à apparaître et elle est la descendance directe de la dance. En ce temps, la dance existait déjà depuis 10 ans. Seulement, la scène underground commence à se développer en un genre un peu plus hard et a été créée dans le but de faire danser. La dance est le premier genre musical à diffuser des vinyles spécialement pour les DJ qui impliquaient de longues durées constituées de percussions et créés pour être mixés[réf. nécessaire].
La musique émergée en Europe a également aidé des artistes britanniques tels que Depeche Mode, Soft Cell et autres à créer le genre musical. Deux clubs notables ont contribué à leur popularité - Trade et New York's Paradise Garage.

### Fish!, Superfish!
Du milieu des années 1990 au début des années 2000, les soirées des clubs comprenaient Fish!, Superfish! et Warriors at Turnmills. Parmi les artistes et DJ de hard house et hard NRG présents dans ces lieux, citons Captain Tinrib, D.F.Q., Ben Javlin, Steve Thomas, Steve Hill, Rubec, Simon Eve, Pete Wardman, Dave Randall, Johnnie « RR » Fierce, Karim, Chris « Drum Head » Edwards, et Weirdo. Le groupe se produit également dans la boîte de nuit Soundshaft (à côté du Heaven à Charing Cross) et au Fridge à Brixton. 

### Resurrection
Resurrection est une soirée hard house qui a débuté à Manchester, promue par les mêmes personnes derrière les soirées Sin:ergy et PureFilth ! Lancée en mai 2019, Resurrection 1 avait une programmation comprenant Rob Tissera, Ilogik, Dynamic Intervention, JP and Jukesy, Tim Clewz, Casper, Little Miss Natalie, Frank Farrell et des DJ résidents. En décembre 2019 a lieu Resurrection 2, avec Lab 4 LIVE, Defective Audio, Eufex, Jon Hemming, Joe Longbottom, Bass Jumper, Jodie Rose et bien d'autres. 

## Genres associés et dérivés

### Donk
Le donk, également connu sous le nom de bounce ou hard bounce, est un style de UK hard house « caractérisé par un son énergique et optimiste et une forte concentration sur le sample pipe en tant que ligne de basse décalée,. » L'origine de Donk fait l'objet d'un débat, mais on pense que les sons sont venus des Pays-Bas dans les années 1990,. Au Royaume-Uni, le style est né dans le nord-ouest de l'Angleterre, autour de villes comme Wigan, Liverpool, Bolton, Blackburn et Burnley, et a d'abord été connu sous le nom de scouse house ou bounce - à mesure qu'il s'est répandu hors de la région et est devenu plus courant, il était connu sous le nom de donk,,,. « Donk » est le nom donné au son « particulièrement caoutchouteux et rebondissant » qui prédomine dans les morceaux de donk et est devenu « le terme générique pour les genres qui l'utilisent,,. » Dans d'autres parties de l'Europe, les versions de donk sont connues sous les noms de bumping et poky (Espagne) ; en Russie, sous le nom de hardbass,.

### Pumping house
La pumping house (ou bumping) est un terme intermédiaire et une variante locale de la scène scouse house, qui était populaire en Russie et en Espagne à la fin des années 1990 et au début des années 2000. Le genre est né lorsque le duo néerlandais Klubbheads invente ce qu'on appelle la bamboo-bass dans le morceau Ultimate Seduction - A Walking Nightmare (Klubbheads GP Mix) en 1997. Quelques années plus tard, le genre donne naissance à la scène donk en Grande-Bretagne et à la scène poky en Espagne. La pumping house est utilisée comme terme interchangeable pour la scouse house en Russie, en Espagne et en Pologne.

### Hardbass
La hardbass (russe : хардбасс) est une évolution de la pumping house, née en Russie au début des années 2000.

### Hard NRG
Le hard NRG est un genre issu de la trance et de la UK hard house qui a gagné en popularité sur les scènes rave. Le genre se distingue par des schémas de basse décalés inspirés de la hi-NRG, ajoutés à des rythmes et synthétiseurs trance plus sombres et plus anthémiques. Bien que dépourvu de mélodies trance, il possède une structure rythmique plus marquée. 